# Leiopelma pakeka
Leiopelma pakeka (лат.) — выделяемый частью систематиков вид бесхвостых земноводных из рода лейопельм. Обитает в Новой Зеландии, на острове Мод. Эти лягушки крупнее других представителей рода (до 50 мм в длину) и, как правило, тёмно-коричневые. Доживают до 35—40 лет, что делает их самыми долгоживущими бесхвостыми земноводными на Земле.

## Систематика
Лягушки на острове Мод в заливе Пелорус были обнаружены в 1935—1936 годах и официально зарегистрированы в 1958 году; они напоминали лейопельму Гамильтона, обнаруженную на соседнем острове Стивенс, и считались популяцией этого вида. В 1998 году анализ аллозимов лягушек с обоих островов показал достаточно различий, чтобы популяция острова Мод была выделена в отдельный вид, названный Leiopelma pakeka. Его описали Бен Д. Белл, Чарльз Х. Доэрти и Дженнифер М. Хэй в 1998 году в журнале «Journal of the Royal Society of New Zealand».
Видовое название pakeka образовано от названия острова Мод на одном из диалектов языка маори, до того, как местные народности стали называть его Te Hoiere.

### Таксономический статус
Исследования мтДНК всех четырёх описанных на 2001 год видов рода Leiopelma не подтверждают результаты аллозимного анализа, также генетическая разница между L. pakeka и лейопельмой Гамильтона не больше, чем между различными популяциями последней, что ставит под сомнение выделение L. pakeka в качестве отдельного вида.
На октябрь 2022 года L. pakeka, как самостоятельный вид, не выделен в авторитетных батрахологических базах данных, но признаётся МСОП.

## Описание
Длина тела L. pakeka — 50 мм. Кожа, как правило, гладкая, хотя на проксимальных участках бёдер и голеней встречаются отдельные бугорки, а у некоторых особей спина более бородавчатая, чем у других. Цвет спины изменчив, от тёмного равномерного черновато-коричневого до светло-коричневого с неравномерными тёмными пятнами или пятнистостью.

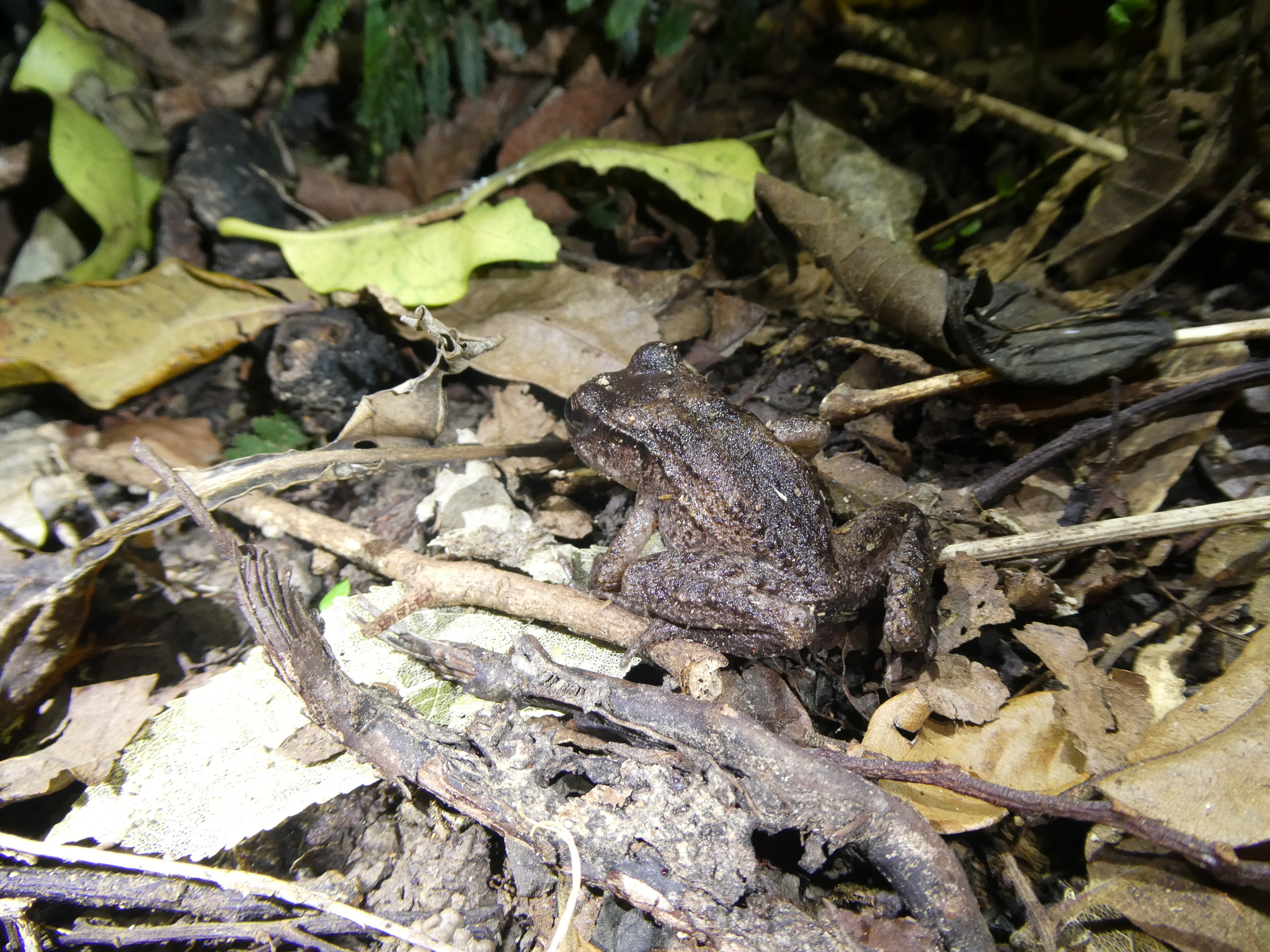
Спина L. pakeka

Рисунок верхней части спины варьируется от относительно однородного коричневого цвета с небольшими более тёмными отметинами или без них до тонких или сильно крапчатых более тёмных отметин, у особей с более сильным рисунком. У более светлых особей чёрная полоса тянется от кончика рыла к ноздре, оттуда к глазу и назад в стороны ниже дорсолатерального гребня; у самых тёмных экземпляров он сливается с фоновым цветом. У светлых лягушек обычно есть более тёмное треугольное пятно между глазами и позади них, две его точки соединяются с веками, третья точка находится сзади и часто встречается в середине спины между глазами и передними конечностями, а затем идёт назад в виде узкой полосы по середине спины.
Окраска нижней части тела варьируется от чередования светлых и черноватых пятен до равномерно бледной или тёмной. Светлые области состоят из мелких точек, более густых и обширных у более светлых экземпляров. Особи с дорсальным рисунком, как правило, имеют более разнообразный рисунок на животе с тёмными и светлыми вентральными отметинами, в то время как особи с однородно окрашенной спиной, как правило, имеют однородную окраску на животе.
Чёрный округлый зрачок по бокам и снизу окружён черноватой областью, а сверху — золотистой областью, более яркой вдоль верхнего края радужной оболочки. Эта золотая область имеет мелкую или более грубую сетку с более тёмными отметинами, а у некоторых лягушек, особенно у более тёмных экземпляров, есть дополнительные чёрные пятна.

## Биология
Представители вида могут доживать до 35—40 лет, что делает их самыми долгоживущими бесхвостыми земноводными на Земле. L. pakeka обитает в прибрежном лесу, но размер места обитания каждой особи очень маленький — всего 30 м². Лягушка мало мобильна — за 10 лет она перемещает своё место обитания всего на 1,3 м. Ведёт ночной образ жизни. Питается насекомыми. Ловит добычу, хватая её ртом, а не выстреливая языком, как большинство других лягушек. Крысы и горностаи являются угрозой для L. pakeka.

### Размножение
Хотя размножение вида никогда не наблюдалось в дикой природе, доктор Бен Д. Белл из Университета Виктории провёл несколько наблюдений в открытом вольере. Из них следует, что в декабре самка откладывает от 1 до 19 икринок под брёвнами, камнями или растительностью. Икра охраняется самцом в течение 14—21 недель, пока икринки развиваются. Так как у L. pakeka нет стадии головастика, то из икринки сразу вылупляется лягушонок, который залезает на спину отца, продолжая там своё дальнейшее развитие.

## Ареал
Обитает на острове Мод на высоте от 60 до 350 м над уровнем моря. В 1997 и 2014 годах L. pakeka также завозили на острова Мотуара, а в 2005 году на остров Лонг, оба находящиеся в заливе Королевы Шарлотты. 161 особь L. pakeka также завозилась в заповедник «Зеландия» в Веллингтоне.

## Охранный статус
Численность популяции оценивается в 20000—35000 особей. Согласно МСОП, L. pakeka является «Видом, находящимся в уязвимом положении». Интродукция неместных видов млекопитающих (например, Rattus и видов куньих) в сочетании с вырубкой лесов, вероятно, была основной причиной массового исторического сокращения как ареала, так и размера популяции. Сегодня интродуцированные хищники-млекопитающие остаются потенциальной угрозой; неместные виды в настоящее время удерживаются на островах с помощью карантинных процедур и в заповеднике Зеландии с помощью забора, защищающего от хищников (хотя крысы могут прорвать этот забор). Нашествие крыс на остров Мод было обнаружено в 2013 году; программа искоренения крыс началась в 2014 году, и карантинные процессы были усовершенствованы, но последствия этого вторжения ещё проявятся в будущем. Также потенциальную угрозу виду представляет Хитридиомикоз — это заболевание было выявлено в Новой Зеландии у близкородственной лейопельмы Арчи; но на сегодняшний день это заболевание не зарегистрировано ни в одном из мест обитания L. pakeka. Популяции за пределами острова Мод остаются очень небольшими, и этот вид встречается в небольшом количестве в нескольких местах, поэтому он также уязвим для случайных событий, включая пожары.
Через «Группу восстановления местных лягушек» посредством «Плана восстановления местных лягушек на 2013—2018 годы» Департамент охраны природы Новой Зеландии (DOC) управляет сохранением этого вида и регулирует соответствующие исследования. В интересах сохранения дикой природы и L. pakeka остров Мод объявлен научным заповедником в ведении Департамента охраны природы. Почти со всей территории острова вывезли овец. Было осуществлено несколько природоохранных перемещений L. pakeka на участки за пределами острова Мод: в общей сложности 600 лягушек были перемещены на остров Мотуара, 101 лягушка на остров Лонг и 161 лягушка была выпущена в заповедник Зеландия (30 из этих особей были получены от лягушек, содержащихся в неволе). Хотя и в заповеднике Зеландия и на острове Мотуара были зарегистрированы случаи размножения, общая популяция за пределами острова Мод, вероятно, по-прежнему составляет менее 1000 взрослых особей. Судьба популяции острова Лонг неизвестна: мониторинг после перемещения выявил всего несколько повторных поимок, поэтому это перемещение, по-видимому, было менее успешным.